# DFB-Pokal 1990-1991
La DFB-Pokal 1990–91 fu la 48ª edizione del torneo che si svolse tra il 3 agosto 1990 e il 22 giugno 1991. La finale vide vincitore il Werder Brema che sconfisse il Colonia per 4 – 3 ai calci di rigore. 

A competizione in corso si verificò la riunificazione tedesca, e perciò fu l'ultima edizione con sole squadre dalla Germania Ovest.

## Primo turno
| Squadra 1            | Risultato   | Squadra 2              |
| -------------------- | ----------- | ---------------------- |
| 03.08.1990           |             |                        |
| Unterhaching         | 0 - 1       | Schalke 04             |
| Alemannia Aquisgrana | 0 - 1 (dts) | Bayer Uerdingen        |
| 04.08.1990           |             |                        |
| Weinheim             | 1 - 0       | Bayern Monaco          |
| Eintracht Haiger     | 1 - 2       | Borussia M'gladbach    |
| Kilia Kiel           | 1 - 4       | St. Pauli              |
| Wolfsburg            | 1 - 6       | Colonia                |
| Eintracht Treviri    | 0 - 1       | Stoccarda              |
| Hessen Kassel        | 1 - 0       | Homburg                |
| Wangen               | 1 - 2       | Rot-Weiss Essen        |
| FSV Francoforte      | 3 - 4 (dts) | Preußen Münster        |
| Teutonia Waltrop     | 0 - 1       | Eintracht Braunschweig |
| Türkiyemspor Berlino | 2 - 6       | Saarbrücken            |
| Pfullendorf          | 0 - 2       | Duisburg               |
| Viktoria Colonia     | 2 - 4       | Osnabrück              |
| Schöppingen          | 1 - 2       | Eintracht Francoforte  |
| Wanne-Eickel         | 1 - 3       | Hertha Berlino         |
| Werder Brema II      | 1 - 3       | Wattenscheid 09        |
| Fürth                | 3 - 1       | Borussia Dortmund      |
| Bayreuth             | 0 - 3       | Blau-Weiß Berlin       |
| Hilden-Nord          | 2 - 1 (dts) | Friburgo               |
| Weiden               | 1 - 2       | Werder Brema           |
| Bersenbrück          | 0 - 4       | Hannover 96            |
| Borussia Neunkirchen | 2 - 3 (dts) | Fortuna Düsseldorf     |
| Ludweiler-Warndt     | 0 - 3       | Meppen                 |
| Kickers Stoccarda    | 4 - 0       | Darmstadt              |
| Victoria Amburgo     | 0 - 5       | Bayer Leverkusen       |
| Göttingen            | 0 - 4       | Amburgo                |
| Miltach              | 1 - 3       | Norimberga             |
| Reutlingen           | 3 - 6 (dts) | Karlsruhe              |
| Ludwigshafen         | 1 - 7       | Kaiserslautern         |
| 05.08.1990           |             |                        |
| Remscheid            | 3 - 2 (dts) | Fortuna Colonia        |
| Waldhof Mannheim     | 3 - 2       | Bochum                 |

## Secondo turno
| Squadra 1             | Risultato   | Squadra 2              |
| --------------------- | ----------- | ---------------------- |
| 02.11.1990            |             |                        |
| Werder Brema          | 2 - 0       | St. Pauli              |
| 03.11.1990            |             |                        |
| Fürth                 | 0 - 1       | Saarbrücken            |
| Hilden-Nord           | 0 - 4       | Preußen Münster        |
| Schalke 04            | 4 - 0       | Eintracht Braunschweig |
| Bayer Leverkusen      | 0 - 1       | Bayer Uerdingen        |
| Eintracht Francoforte | 0 - 0 (dts) | Norimberga             |
| Karlsruhe             | 0 - 2       | Stoccarda              |
| Kaiserslautern        | 1 - 2       | Colonia                |
| Fortuna Düsseldorf    | 0 - 0 (dts) | Blau-Weiß Berlin       |
| Hertha Berlino        | 1 - 2       | Duisburg               |
| Hannover 96           | 0 - 0 (dts) | Amburgo                |
| 04.11.1990            |             |                        |
| Weinheim              | 1 - 3       | Rot-Weiss Essen        |
| Remscheid             | 1 - 0       | Borussia M'gladbach    |
| Hessen Kassel         | 3 - 2       | Kickers Stoccarda      |
| Meppen                | 2 - 0       | Waldhof Mannheim       |
| Osnabrück             | 1 - 2 (dts) | Wattenscheid 09        |

### Ripetizioni
| Squadra 1        | Risultato   | Squadra 2             |
| ---------------- | ----------- | --------------------- |
| 13.11.1990       |             |                       |
| Norimberga       | 0 - 2 (dts) | Eintracht Francoforte |
| Blau-Weiß Berlin | 1 - 0       | Fortuna Düsseldorf    |
| Amburgo          | 2 - 1       | Hannover 96           |

## Ottavi di finale
| Squadra 1       | Risultato   | Squadra 2             |
| --------------- | ----------- | --------------------- |
| 30.11.1990      |             |                       |
| Preußen Münster | 0 - 1       | Stoccarda             |
| Werder Brema    | 3 - 1       | Schalke 04            |
| Bayer Uerdingen | 4 - 2 (dts) | Rot-Weiss Essen       |
| 01.12.1990      |             |                       |
| Colonia         | 1 - 0       | Meppen                |
| Duisburg        | 3 - 2 (dts) | Blau-Weiß Berlin      |
| Saarbrücken     | 0 - 0 (dts) | Eintracht Francoforte |
| Amburgo         | 1 - 2       | Wattenscheid 09       |
| 02.12.1990      |             |                       |
| Remscheid       | 2 - 3 (dts) | Hessen Kassel         |

### Ripetizione
| Squadra 1             | Risultato   | Squadra 2   |
| --------------------- | ----------- | ----------- |
| 05.03.1991            |             |             |
| Eintracht Francoforte | 3 - 2 (dts) | Saarbrücken |

## Quarti di finale
| Squadra 1             | Risultato   | Squadra 2       |
| --------------------- | ----------- | --------------- |
| 28.03.1991            |             |                 |
| Bayer Uerdingen       | 1 - 4       | Duisburg        |
| 30.03.1991            |             |                 |
| Eintracht Francoforte | 3 - 1       | Wattenscheid 09 |
| Colonia               | 1 - 0 (dts) | Stoccarda       |
| Hessen Kassel         | 0 - 2       | Werder Brema    |

## Semifinali
| Squadra 1             | Risultato   | Squadra 2    |
| --------------------- | ----------- | ------------ |
| 23.04.1991            |             |              |
| Duisburg              | 0 - 0 (dts) | Colonia      |
| 25.04.1991            |             |              |
| Eintracht Francoforte | 2 - 2 (dts) | Werder Brema |

### Ripetizioni
| Squadra 1    | Risultato | Squadra 2             |
| ------------ | --------- | --------------------- |
| 07.05.1991   |           |                       |
| Colonia      | 3 - 0     | Duisburg              |
| 08.05.1991   |           |                       |
| Werder Brema | 6 - 3     | Eintracht Francoforte |

## Finale
| Squadra 1    | Risultato       | Squadra 2 |
| ------------ | --------------- | --------- |
| 22.06.1991   |                 |           |
| Werder Brema | 1 - 1 (4-3 dcr) | Colonia   |

| Arbitro: | Aron Schmidhuber (Ottobrunn) |

|                                        |                      |                                  |
| Eilts 48’                              | Marcatori            | 62’ Banach                       |
| Allofs Rufer Bratseth Harttgen Borowka | Tiri di rigore 4 – 3 | Rudy Higl Littbarski Banach Götz |

| WERDER BREMA: |    |                |             |     |
|               |    |                |             |     |
| GK            | 1  | Oliver Reck    |             |     |
| DF            |    | Rune Bratseth  |             |     |
| DF            | 6  | Ulrich Borowka |             |     |
| DF            |    | Günter Hermann |             | 76’ |
| MF            | 5  | Dieter Eilts   |             |     |
| MF            | 8  | Mirko Votava   |             |     |
| MF            | 11 | Marco Bode     |             |     |
| MF            | 15 | Thomas Wolter  |             |     |
| MF            |    | Wynton Rufer   |             |     |
| FW            |    | Klaus Allofs   |             |     |
| FW            | 18 | Frank Neubarth | Ammonizione | 72’ |
| Sostituti:    |    |                |             |     |
| DF            | 19 | Gunnar Sauer   |             | 76’ |
| MF            |    | Uwe Harttgen   |             | 72’ |
| Allenatore:   |    |                |             |     |
| Otto Rehhagel |    |                |             |     |

| COLONIA:         |    |                   |             |     |
|                  |    |                   |             |     |
| GK               | 1  | Bodo Illgner      |             |     |
| DF               |    | Jann Jensen       |             |     |
| DF               |    | Alfons Higl       |             |     |
| DF               |    | Andreas Gielchen  | Ammonizione |     |
| DF               | 3  | Karsten Baumann   |             |     |
| MF               |    | Pierre Littbarski |             |     |
| MF               |    | Falko Götz        |             |     |
| MF               |    | Frank Greiner     | Ammonizione |     |
| MF               | 14 | Henrik Andersen   |             | 96’ |
| FW               |    | Ralf Sturm        |             | 60’ |
| FW               |    | Maurice Banach    |             |     |
| Sostituti:       |    |                   |             |     |
| MF               |    | Horst Heldt       |             | 59’ |
| MF               |    | Andrzej Rudy      |             | 96’ |
| Allenatore:      |    |                   |             |     |
| Erich Rutemöller |    |                   |             |     |

Werder Brema
(2º successo)